# Joana Hählen
Joana Hählen (23 januari 1992) is een Zwitserse alpineskiester.

## Carrière
Hählen maakte haar wereldbekerdebuut op 29 november 2013 in Beaver Creek. Een week later scoorde ze in Lake Louise haar eerste wereldbekerpunten. In december 2016 behaalde de Zwitserse in Val d'Isère haar eerste toptienklassering in een wereldbekerwedstrijd. Op de wereldkampioenschappen alpineskiën 2017 in Sankt Moritz eindigde Hählen als dertiende op de Super G.
In Åre nam ze deel aan de wereldkampioenschappen alpineskiën 2019. Op dit toernooi eindigde ze als zestiende op de afdaling. In januari 2020 stond de Zwitserse in Bansko voor de eerste maal in haar carrière op het podium van een wereldbekerwedstrijd.

## Resultaten

### Wereldkampioenschappen
| Jaar | Plaats       | Resultaten                         |
| ---- | ------------ | ---------------------------------- |
| 2017 | Sankt Moritz | 13e Super G                        |
| 2019 | Åre          | 16e Afdaling DNF Alpine combinatie |

### Wereldbeker
Eindklasseringen
| Seizoen   | Algm | AD  | RS  | AC  |
| --------- | ---- | --- | --- | --- |
| 2013/2014 | 97e  | 38e | -   | -   |
| 2015/2016 | 68e  | 28e | 33e | 49e |
| 2016/2017 | 62e  | 38e | 23e | 36e |
| 2017/2018 | 39e  | 33e | 14e | -   |
| 2018/2019 | 34e  | 16e | 14e | -   |
| 2019/2020 | 21e  | 14e | 13e | -   |